# Lindleyella schiedeana
Lindleyella schiedeana là loài thực vật có hoa trong họ Hoa hồng. Loài này được (Schltdl.) Rydb. mô tả khoa học đầu tiên năm 1908.